# Propantodice grisea
Propantodice grisea – gatunek chrząszcza z rodziny kózkowatych i podrodziny zgrzypikowych. Jedyny przedstawiciel rodzaju Propantodice.

## Zasięg występowania
Ameryka Środkowa, występuje w Salwadorze, Kostaryce i Panamie.